# Борут Басин
Борут Басин (Љубљана, 6. јул 1944 — 15. јун 2022) био је југословенски и словеначки кошаркаш. 

## Играчка каријера
Рођен је 6. јула 1944. године у Љубљани. Познат је по надимку Тауби. Басин је био дугогодишњи кошаркаш Олимпије из Љубљане, наступао за тај клуб у периоду од 1961. до 1976. године. Са клубом је освојио три пута првенство Југославије. У Купу европских шампиона 1966/67, елитном такмичењу европских кошаркашких клубова, Олимпија се пласирала на завршни турнир фајнал фор у Мадриду, где је тесно изгубила од Реал Мадрида резултатом 66:68. Басин је постигао тридесет поена, проглашен за најбољег играча утакмице и такође целог турнира.
Са репрезентацијом Југославије освојио је две медаље на Европским првенствима, бронзу 1963. и сребро 1971. године. Има сребрну медаљу са првенства света одржаног у Монтевидеу 1967. године.

## Успеси

### Репрезентативни
- Сребрне медаље

Светско првенство 1967. Уругвај
Европско првенство 1971. Западна Немачка
- Бронзане медаље

Европско првенство 1963. Пољска